# Bagodine
Bagodine è uno dei quattro comuni del dipartimento di M'Bagne, situato nella regione di Brakna in Mauritania. Contava 8.933 abitanti nel censimento della popolazione del 2000.